# Shiri Appleby
Shiri Freda Appleby (* 7. prosince 1978, Los Angeles, Kalifornie, USA) je americká herečka, nejlépe známá díky roli Liz Parkerové v seriálu Roswell, roli Cate Cassiy V seriálu Změna je život. Během let 2015 až 2018 hrála hlavní roli v seriálu stanice Lifetime UnREAL.

## Biografie
Narodila se v židovské rodině, má mladšího bratra. Nad levým obočím má jizvu, protože ji jako malou pokousal pes. Svou hereckou kariéru začala, když jí byly 4 roky, hraním v různých reklamách. Objevila se v mnoha televizních pořadech jako Pohotovost, Pobřežní hlídka, Xena, Sedmé nebe, Beverly Hills 90210. Její největší rolí byla Liz Parkerová v seriálu Roswell. Tam ale nejdříve dělala konkurz na role Marii a Isabel, až pak byla vybrána pro Liz. Po Roswellu hrála třeba v seriálu Six Degrees a ve filmech What Love Is, Nájemný vrah nebo Soukromá válka pana Wilsona. V roce 2010 získala hlavní roli Cate Cassidy v seriálu Změna je život. Seriál byl po dvou sériích zrušen. V roce 2012 si zahrála v seriálu Dating Rules from my Future Self, seriál také produkovala. O rok později získala roli v seriálu Girls. V roce 2013 také získala hlavní roli v seriálu stanice Lifetime UnREAL. V roce 2016 zrežírovala díl s názvem „Casualty“. Seriál byl zrušen po dovysílání čtyř řad.

## Osobní život
V červenci roku 2012 se zasnoubila se svým přítelem Jonem Shookem, šéfkuchař a majitel restaurací, během výletu do Ventotene v Itálii. Shook vlastní restaurace po Los Angeles: Animal, Son of a Gun, Trois Mec a Jon & Vinny's. V prosinci roku 2012 oznámili, že čekají prvního potomka. Dcera Natalie Bouader Shook se narodila 23. března 2013. Druhé dítě, Owen Lee Shook se narodil 17. prosince 2015.

## Filmografie

### Film
| Rok  | Název                           | Role                   | Poznámky            |
| ---- | ------------------------------- | ---------------------- | ------------------- |
| 1987 | Smrt miluje přesnost            | Annie Winslow          |                     |
| 1989 | Curse II: The Bite              | Grace Newman           |                     |
| 1990 | Miluji tě k smrti               | Millie                 |                     |
| 1993 | Family Prayers                  | Nina                   |                     |
| 1999 | Doživotní šance                 | Laurie Petler          |                     |
| 1999 | Jiná láska                      | Dívka se vzorkama      |                     |
| 1999 | Třinácté patro                  | Bridget Manilla        |                     |
| 2000 | A Time for Dancing              | Samantha 'Sam' Russell |                     |
| 2002 | Nebezpečná známost              | Amy Miller             |                     |
| 2003 | The Skin Horse                  | Carla                  |                     |
| 2003 | Bitva o Shaker Heights          | Sarah                  |                     |
| 2004 | Undertow                        | Violet                 |                     |
| 2005 | When Do We Eat?                 | Nikki                  |                     |
| 2005 | Vše, co můžeš chtít             | Abby Morrison          |                     |
| 2005 | Spoušť                          | Amanda                 |                     |
| 2006 | Já-tě-vidím.com                 | Randi Sommersová       |                     |
| 2006 | I'm Reed Fish                   | Jill Cavanaugh         |                     |
| 2006 | Carjacking                      | Cary                   | krátkometrážní film |
| 2007 | Love Like Wind                  | Duch                   | krátkometrážní film |
| 2007 | Patro smrti                     | Rebecca Fay            |                     |
| 2007 | What Love Is                    | Debbie                 |                     |
| 2007 | Soukromá válka pana Wilsona     | Charlieho andílek      |                     |
| 2012 | The Happiest Person in America  | Susan                  | krátkometrážní film |
| 2013 | Seven Minutes to Save the World | Caroline               | krátkometrážní film |
| 2015 | Vánoční koleda pro Cindy        | Astrid Hellman         |                     |
| 2015 | Šílená matka                    | Televizní dcera        | Cameo               |
| 2017 | Lemon                           | Ruthie                 |                     |

### Televize
| Rok       | Název                                     | Role                 | Poznámky                                                  |
| --------- | ----------------------------------------- | -------------------- | --------------------------------------------------------- |
| 1985      | Santa Barbara                             | Malá dívka           | 1 díl                                                     |
| 1986      | Mystery Magical Special                   | Shiri                | speciál                                                   |
| 1987      | Blood Vows: The Story of a Mafia Wife     |                      | TV film                                                   |
| 1987      | thirtysomething                           | malá Hope            | díl: „The Parents Are Coming“                             |
| 1988      | The Bronx Zoo                             | Nicole               | 2 díly                                                    |
| 1988      | Freddyho noční můry                       | desetiletá Marsha    | díl: „Freddy's Trick and Treats“                          |
| 1988      | Jdi za světlem                            | Jessica              | TV film                                                   |
| 1988      | Dear John                                 | Dívka                | díl: „Hello/Godbye“                                       |
| 1989      | Knight & Daye                             | Amy Escobar          | hlavní role, 7 dílů                                       |
| 1989      | Who's the Boss?                           | Dítě č. 1            | díl: „To Tony, with Love“                                 |
| 1990      | Knots Landing                             | Mary Frances         | 2 díly                                                    |
| 1990      | Adam 12                                   | Debbie Levander      | díl: „Teach the Children“                                 |
| 1991      | Sunday Dinner                             | Rachel               | hlavní role, 6 dílů                                       |
| 1992      | Perfect Family                            | Steff                | TV film                                                   |
| 1994      | Pohotovost                                | Paní Murphy          | díl: „24 hodin“                                           |
| 1993      | Doogie Howser, M.D.                       | Molly Harris         | díl: „Love Makes the World Go 'Round... or Is it Monday?“ |
| 1993      | Raven                                     | Jess                 | díl: „The Guardians of the Night“                         |
| 1993      | Against the Grain                         | Claire               | díl: „Pilot“                                              |
| 1997      | Pobřežní hlídka                           | Jennie               | díl: „Ohřožená voda“                                      |
| 1997      | Sedmé nebe                                | Karen                | díl: „Holky se chtěj jen bavit“                           |
| 1997      | City Guys                                 | Cindy                | díl: „Bye Mom“                                            |
| 1998      | Xena                                      | Tara                 | 2 díly                                                    |
| 1999      | Xena: Warrior Princess                    | Tara                 | 2 díly                                                    |
| 1999      | Beverly Hills 90210                       | René                 | díl: „Local Hero“                                         |
| 1999      | Movie Stars                               | Lori                 | díl: „Pilot“                                              |
| 1999–2002 | Roswell                                   | Liz Parkerová        | hlavní role, 61 dílů                                      |
| 2000      | The Amanda Show                           | Šprtka               | díl 16                                                    |
| 2000      | Batman budoucnosti                        | Cynthia (hlas)       | díl: „Terry's Friend Dates a Robot“                       |
| 2004      | Legenda o Lilith                          | Lilith/Elle          | TV film                                                   |
| 2005      | Vše, co můžeš chtít                       | Abby Morrison        | TV film                                                   |
| 2005      | Milenci z pizzerie                        | Gina Prestolani      | TV film                                                   |
| 2006      | Krutá pravda                              | Kelly Holden         | TV film                                                   |
| 2006–2007 | Six Degrees                               | Anya                 | vedlejší role, 6 dílů                                     |
| 2008      | Welcome to the Captain                    | Heather              | díl: „The Wrecking Crew“                                  |
| 2008      | Podstata strachu                          | Tracy                | díl: „Community“                                          |
| 2008      | Nájemný vrah                              | Hildi Young          | TV film                                                   |
| 2008–2009 | Pohotovost                                | Dr. Daria Walker     | vedlejší role, 9 dílů                                     |
| 2009      | Unstable                                  | Megan Walker         | TV film                                                   |
| 2010–2011 | Změna je život                            | Cate Cassidy         | hlavní role, 26 dílů                                      |
| 2011      | Milionový lékař                           | Stella               | díl: „Rash Talk“                                          |
| 2012      | Dating Rules from My Future Self          | Lucy                 | hlavní role, 10 dílů                                      |
| 2012      | Franklin a Bash                           | Emily Adams          | díly: „Waiting on a Friend“ a „6:50 to SLC“               |
| 2012–2013 | Chicago Fire                              | Clarice Carthage     | vedlejší role, 6 dílů                                     |
| 2013      | Mé potrhlé já                             | Kristin Cartwell     | TV flm                                                    |
| 2013–2019 | Zákon a pořádek: Útvar pro zvláštní oběti | Amelia Albers        | díl: „Vojenská spravedlnost“                              |
| 2013–2014 | Girls                                     | Natalia              | 4 díly                                                    |
| 2014      | Jak prosté                                | Dalit Zirin          | díl: „The Hound of the Cancer Cells“                      |
| 2015–2018 | UnREAL                                    | Rachel Goldberg      | hlavní role, 38 dílů                                      |
| 2015      | Code Black                                | Carla Niven          | vedlejší role, 3 díly                                     |
| 2019      | Zákon a pořádek: Útvar pro zvláštní oběti | Kitty Bennett        | díl: „Dearly Beloved“                                     |
| 2019      | Drunk History                             | Margaret Howe Lovett | díl: „Drugs“                                              |
| 2019      | Discover Indie Film                       | Violet Novak         | díl: „Trunk Space & An Entaglement“                       |
| 2019      | What Just Happened?                       | Lisa                 | díly: „Assistant“ a „Elevator“                            |
| 2021      | Roswell: Nové Mexiko                      | Allie                | díl: „Never Let You Go“                                   |
| —         | Big Shot                                  | Holly                |                                                           |

### Jako režisérka
| Rok       | Název                            | Poznámky                                                 |
| --------- | -------------------------------- | -------------------------------------------------------- |
| 2012      | Dating Rules from My Future Self | díl: „The Last Shrimp“                                   |
| 2012      | Sketchy                          | díl: „Get the Check“                                     |
| 2016–2018 | UnREAL                           | 4 díly                                                   |
| 2019–2020 | Roswell: Nové Mexiko             | díly: „Songs About Texas“ a „What If God Was One of Us?“ |
| 2019      | Prolhané krásky: Perfekcionistky | díl: „Lost and Found“                                    |
| 2019      | Light as a Feather               | díly: „Silent as the Night“ a „Pale as Death“            |
| 2020      | Mixed-ish                        | díl: „Doctor! Doctor!“                                   |